# Ger Kockelkorn
Gerardus Maximus Karel (Ger) Kockelkorn (Kerkrade, 10 november 1943) is een Nederlandse politicus namens de Partij van de Arbeid (PvdA).
Hij was docent wiskunde van 1968 tot 1978 en daarnaast vanaf 1974 lid van de Provinciale Staten van Limburg. Vanaf 1978 was Kockelkorn vier jaar gedeputeerde bij die provincie, daarna was hij van 1982 tot 1987 weer wiskundedocent om daarna van 1987 tot 1995 opnieuw actief te zijn als gedeputeerde.
Op 11 april 1999 ontving Kockelkorn de Gouden Erepenning van de gemeente Kerkrade bij zijn afscheid als lid van de Provinciale Staten. Sinds 15 januari 2000 was hij burgemeester van Meerssen, tot 1 december 2005. Hij werd in deze functie op 1 april 2006 opgevolgd door Ricardo Offermanns. Daarna was hij vanaf 1 oktober 2009 nog enkele maanden waarnemend burgemeester van de gemeente Maasgouw.